# Leucobursada
Leucobursada là một chi bướm đêm thuộc họ Geometridae.